# Tungcse-fesztivál
A tungcse-fesztivál (kínai: 冬至; pinjin: Dōngzhì) az egyik legfontosabb fesztivál, melyet a kínaiak és más kelet-ázsiai népek ünnepelnek a téli napforduló idején (a téli napforduló kínaiul tungcse (dongzhi)). Az esemény december 22-ére vagy 23-ára esik, amikor a Nap ereje a leggyengébb és a nappal a legrövidebb.
A fesztivál eredete a kozmoszban lévő egyensúly és harmónia vezethető vissza a jin-jang filozófia alapján. A fesztivál után a nappalok egyre hosszabbak, ezért nagyobb mértékű lesz a „pozitív energiák” áramlása.
Az esemény a Han-dinasztia korától vált hivatalos ünneppé, majd a Szung (Song)-dinasztia idején érte el tetőpontját. Az uralkodók a templomokba mentek az isteneket imádni, olyan is volt, aki a bűnözők számára amnesztiát hirdetett a fesztivál időszakában, hogy a békét és harmóniát hirdesse az országban.
A fesztivál idején Kína egyes északi részein gombóclevest, dél-Kínában vörös babból és rizsből készült ételeket fogyasztanak, illetve a tangjüan (tangyuan)t, mely egy rizslisztből készült édes gombóc.